# چقاخزان
چقاخزان، روستایی از توابع بخش کوزران شهرستان کرمانشاه در استان کرمانشاه ایران است.
تالابی به همین نام در داخل روستا به زیبایی خودنمایی میکند.

## جمعیت
این روستا در دهستان سنجابی قرار دارد  و بر پایه سرشماری مرکز آمار ایران در سال ۱۳۸۵، جمعیت آن ۲۴۰ نفر (۵۴خانوار) بوده‌است.

## مردم
یکی از مشاغل مردم این روستا زنبورداری است. محصولات این روستا کشک،دوغ،ماست،شیراز و روغن می‌باشد.